# Christopher de Bavaria
Christopher de Bavaria (n. 26 februarie 1416, Neumarkt in der Oberpfalz, Bavaria, Germania – d. 6 ianuarie 1448, Helsingborg, Danemarca)  a fost rege al Danemarcei (1440–48, sub numele de Christopher al III-lea), al Suediei (1441–48) și al Norvegiei (1442–48).

## Biografie
Christopher s-a născut probabil la Neumarkt in der Oberpfalz, ca fiu al lui John, Conte Palatin de Neumarkt  (1383 - 1443) și al Caterinei de Pomerania, fiica lui Wartislaw al VII-lea, Duce de Pomerania. 
Bunica maternă era sora regelui Eric de Pomerania. Tatăl său era fiul regelui Rupert al Germaniei. În 1445, Christopher s-a căsătorit cu Dorothea de Brandenburg (1430 – 25 noiembrie 1495), la Copenhaga.
Eric de Pomerania, regele Danemarcei și Suediei, a fost detronat în 1439. Nepotul lui Eric, Christopher, care era mai degrabă nefamiliar cu condițiile scandinave, a fost ales de Cosiliu de Stat danez drept succesor al unciului său, prima dată ca regent din 1439, apoi a fost proclamat rege al Danemarcei de Adunarea daneză la 9 aprilie 1440. El a fost menit să fie o marionetă. Totuși, el a reușit să mențină un anumit control personal. Domnia sa, în conformitate cu politica nobilimii, ar putea fi începutul perioadei lungi de echilibru între puterea regală și nobilime care a durat până în 1660. Mai târzu, el a fost ales rege al Suediei în 1441 și al Norvegiei în iunie 1442.